# Встречный (эсминец)
«Встречный» — советский эскадренный миноносец проекта 30-бис. С 13 сентября 1972 года — СМ-302.

## История строительства
Зачислен в списки ВМФ СССР 3 декабря 1947 года. Заложен на судостроительном заводе № 199 в Комсомольске-на-Амуре 29 апреля 1948 года (строительный № 6), спущен на воду 20 мая 1949 года. Корабль принят флотом 7 декабря 1949. 23 февраля 1950 года на «Встречном» был поднят советский военно-морской флаг, тогда же эсминец вступил в состав Советского Военно-Морского Флота.

## Служба
С 23 февраля 1950 года «Встречный» входил в состав 5-го ВМФ, после расформирования которого 23 апреля 1953 года вошёл в состав Краснознамённого Тихоокеанского Флота. 21 декабря 1956 года эсминец был выведен из боевого состава ВМФ, законсервирован и поставлен на отстой. 22 октября 1966 корабль был расконсервирован и введён в строй. 1 сентября 1972 «Встречный» снова вывели из боевого состава ВМФ и разоружили, а 13 сентября переформировали в судно-мишень СМ-302.